# Зелёный дракон (фильм)
Зелёный дракон (англ. Green Dragon) — американский военный драматический фильм режиссёра Тимоти Линь Буя (брат Тимоти Тони Буй выступил соавтором сценария и одним из продюсеров). В главных ролях снялись Патрик Суэйзи, Форест Уитакер и Дон Зыонг.

## Сюжет
Фильм рассказывает историю вьетнамских беженцев в США после падения Сайгона во время Вьетнамской войны. Действие картины происходит в лагере, развёрнутом на территории базы Кэмп-Пендлтон. Главный герой, сержант-артиллерист Тай Тран, прибывает в лагерь с двумя детьми своей сестры. Там он встречает разных людей и заводит дружбу с поваром Адди.

## В ролях
| Актёр           | Роль                          |
| --------------- | ----------------------------- |
| Патрик Суэйзи   | сержант-артиллерист Джим Лэнс |
| Форест Уитакер  | Адди                          |
| Дон Зыонг       | сержант-артиллерист Тай Тран  |
| Ле Тхи Хьеп     | Тхюи Хоа                      |
| Биллинджер Чан  | Дук                           |
| Кэтлин Луонг    | вторая жена                   |
| Фуок Куан Нгуен | Лои                           |
| Лонг Нгуен      | Куанг Хай                     |
| Чунг Нгуен      | Минь                          |

## О создании фильма
В основе картины лежат рассказы матери братьев Буй и других вьетнамских беженцев о трудностях, с которыми они на первых порах столкнулись в США (сами братья были слишком маленькими, чтобы помнить что-то существенное). Кроме того, Тимоти Буй много времени провёл в архиве базы Кэмп-Пендлтон, изучая соответствующие фотографии. Съёмки фильма проходили на территории этой базы — там же, где и происходит действие, из-за чего по словам режиссёра работать на съёмочной площадке было непросто (многие актёры-статисты были беженцами, которые когда-то жили в этом лагере).
Несмотря на разнообразие рассказанных в фильме историй, Тимоти Буй считал центральной историю маленького мальчика, ищущего свою мать, а всё остальное строилось вокруг неё. Этого мальчика сыграл Чунг Нгуен, у которого не было никакого актёрского опыта.

## Оценка
Фильм «Зелёный дракон» получил смешанные отзывы критиков. На сайте IMDb у фильма оценка 6,6 из 10 на основе 10 000 оценок пользователей. Зрители оценили фильм на 6,1 из 10.

## Рецензии
- Kehr, Dave (July 19, 2002). Sustaining Asian Roots in American Soil. The New York Times
- Rooney, David (January 22, 2001). Green Dragon. Variety
- Ed Gonzalez (May 15, 2002). Review: Green Dragon. Slant Magazine